# Clímene (filla de Mínias)
Clímene (en grec antic: Κλυμένη) va ser, segons la mitologia grega, una princesa de Orcomen, filla de Mínias i de Eurianassa, filla d'Hiperfant.
Es va casar amb Fílac, fill de Deíon, i va tenir un fill, Íficle, famós per la seva rapidesa, i una filla Alcímede, mare de Jàson. Segons Pausànias, que cita els Retorns era esposa de Cèfal, amb qui es va casar després de la mort de Procris. Altres fonts deien que s'havia casat amb Iasos, fill de Licurg, amb qui havia tingut una filla, Atalanta.
A l'Odissea es diu que Clímene va ser una de les persones famoses amb qui es va trobar Odisseu a l'inframon.